# SC Imst
Der SC Imst ist ein österreichischer Fußballverein aus der Bezirkshauptstadt Imst im gleichnamigen Bezirk in Tirol und wurde 1933 gegründet. Der Sportclub feierte seine größten Erfolge in den Jahren 1982 bis 1988, als er in der Regionalliga West war. Die Kampfmannschaft spielt in der Regionalliga Tirol.

## Geschichte
Vorgeschichte
Der Vorgängerverein Fußballclub Imst wurde am 19. April 1933 von Franz Schöpfer gegründet, der gleichzeitig Spieler, Schiedsrichter und erster Obmann war. Der Mitgliederzuspruch wurde größer als der FC Imst 1935 Tiroler Oberlandmeister gegen Landeck vor rund 1.000 Zuschauern wurde. Das Vereinsleben wurde nach dem Zweiten Weltkrieg wieder aufgenommen und der Club startete in der Oberlandliga. Bis 1950 wurde eine Wiese neben der Hauptschule als Spielfeld genutzt, bis 1950 ein Sportplatz neben der Hauptschule realisiert wurde.
Der FC Imst geriet wegen hoher Verschuldung in Insolvenz und löste sich am 17. August 1955 auf.
Neugründung
In dieser Zeit wurde ein neuer Fußballklub, der SC Imst, gegründet, der mit der gleichen Mannschaft weiterarbeitete. Das Kampfmannschaftsteam verpasste ganz knapp den Aufstieg in die Landesliga Tirol. Dieser wurde fünf Jahre später, 1960, realisiert und der Verein feierte weitere fünf Jahre später den Tiroler Vizemeistertitel. In der Saison 1968/69 wurden die Oberländer Vorletzter und entgingen ganz knapp den Abstieg. Auf der Imster Sportanlage installierte der Verein die erste Flutlichtanlage im Tiroler Oberland. In den 1970er Jahren wechselten die Imster Spieler Norbert Schatz und Manfred Braschler zum SSW Innsbruck. Durch eine Reform der Bundesliga nach der Saison 1973/74, es wurde eine zweite österreichweite Spielklasse eingeführt, stiegen die Imster in die vierte Leistungsstufe ab.
Regionalliga West
Durch den 2. Platz und den Aufstiegsverzicht des SV Hall stiegen die Imster 1982 in die Regionalliga West auf. In dieser Zeit spielten die Oberländer in der 2. Runde des ÖFB-Cups gegen den FC Wacker Innsbruck vor 1.500 Zuschauern und der Verein verlor das Spiel mit 1:3. In den nächsten zwei Jahren, 1985 und 1986, feierte der Sportclub den Tiroler Cupsieg. Zwei Jahre später waren die Regionalligazeiten vorbei und die Imster stiegen in die Tiroler Liga ab.
Fusion von SC Imst und FC Imst
Nach der Saison 1993/94 beschlossen die Verantwortlichen des SC Imst und des FC Imst, der inzwischen wieder neu gegründet worden war und in der Gebietsliga West spielte, sich zusammenzuschließen. Diese Sitzung fand am 9. Juli 1994 statt und der FC Imst integrierte sich im SC Imst und spielte als SC Imst II in der Gebietsliga West in der Saison 1995/96 weiter, bevor er wieder aufgelöst wurde.
Velly Arena Imst
1997 zog der Sportclub in das neue Stadion, das Teil des Imster Sportzentrums ist, um.
Regionalliga Tirol
Der SC Imst spielte in der Tiroler Liga weiter, bis der Club 1999 in der Landesliga absteigen musste. Erst wieder 2009 stieg der SC Imst in die Tiroler Liga auf. Durch einen 3. Platz qualifizierten sich die Imster in der Saison 2018/19 für die Regionalliga Tirol.

## Titel und Erfolge
- 1 × Tiroler Vize-Landesmeister: 1965
- 1 × 3. Platz der Regionalliga West: 1984/85
- 21 × Drittligateilnahme: 1960/61 bis 1973/74 (Tiroler Liga), 1982/83 bis 1987/88 (Regionalliga West), 2019/20 (Regionalliga Tirol)
- 1 × 2. Runde im Österreichischen Fußballpokal: 1982/83
- 3 × Tiroler Landescupsieger: 1985, 1986, 2023
- 1 × Finalist vom Tiroler Fußballcups: 1983